# Норма Бейтс
Норма Бейтс (англ. Norma Bates) — вигаданий персонаж американського кіно-серіалу жахів Психо (студії Universal) за мотивами однойменного роману Роберта Блоха. В більшості кінострічок та романі Блоха не є дійовою особою, виступаючи лише голосом в голові Нормана, а також з'являючись у вигляді муміфікованого трупу.
В телевізійному фільмі «Психо 4: На початку» Норма, нарешті, стає повноцінним персонажем — її зіграла актриса Олівія Гассі, а в телесеріалі «Мотель Бейтса» 2013 року місіс Бейтс у виконанні Віри Фарміґи є головним персонажем. Актриса Вірджинія Ґреґґ озвучила персонаж в першому та другому фільмах («Психо» та «Психо 2»).

## Фільми

### До подій фільмів
Після смерті чоловіка Джона Норма одна виховувала сина Нормана Бейтса у великій суворості, вбиваючи в нього думку, що секс — це зло, а всі жінки — шльондри від природи. В четвертому фільмі виявляється, що Норма страждала від параноїдальної шизофренії, яку успадкував Норман, хоча ця сюжетна деталь не згадуються в оригінальному романі.
Протягом багатьох років матір та син жили, ніби іншого світу навколо них не існує. Коли Норман став підлітком, у його матері з'явився чоловік (в романі Блоха цього персонажа звуть Джо Консідін, але в четвертому фільмі його звуть Чет Рудольф), з яким вона збиралась побратись. Норман почав відчувати жахливі ревнощі, вірячи, що його матір проміняла його на нового залицяльника, й отруїв обидвох стрихніном, зробивши все так, аби їх смерть виглядала як самогубство.
Не в змозі пережити втрату матері, Норман викрав тіло жінки й муміфікував труп, часто звертаючись, як до живої людини. Крім того, він часто звертався до себе від її особи, імітуючи голос жінки та переодягаючись в її сукні — за думкою психіатрів, він робив це для того, аби позбутися від почуття провини за вбивства людей, звертаючи вину на свою матір.

### Психо
Відразу, як в Нормана народжувався інтерес до якоїсь жінки, материнська сторона його розуму наказувала вбити її. Однією з жертв стала Меріон Крейн (яку в романі звали просто Мері), яка оселилась в мотелі Бейтса після того, як втекла з 40 тисячами доларів, які викрала з банку, в якому вона працювала секретаркою. Приватний детектив Мілтон Арбоґаст починає розслідування зникнення грошей та незабаром виходить на Бейтса, який — за незрозумілих для слідчого причин — відмовляється організовувати зустріч зі своєю матір'ю Нормою. Мілтон пробирається в будинок Бейтса, де на нього нападає та вбиває Норман у одязі своєї матері. Сем та Лайла Крейн, які отримали необхідну інформацію від слідчого до його смерті, приїжджають в мотель, підозрюючи, що Норман вбив Меріон через гроші. Норман намагається вбити обидвох, але в нього нічого не виходить і його відсилають на лікування до психіатричної лікарні.

### Психо 2
Влада припускає, що Нормана вилікували, й незабаром його звільняють з психіатричної лікарні. Норман повертається до рідного будинку та продовжує роботу в мотелі. Але щось дивне починає відбуватися в будинкові — чоловік знаходить записки, написані від імені Норми Бейтс, а незабаром йому починає телефонувати місцева жінка, яка видає себе за його матір. Поза тим, Норман отримує роботу в місцевому кафетерії та починає дружбу з місіс Спул та офіціанткою на ім'я Мері Семюелс, в якої виникли проблеми з її хлопцем, в результаті чого дівчина лишилась без даху над головою. Норман пропонує їй кімнату в своєму будинкові й та погоджується. Незабаром починаються вбивства тих, хто опиняється в мотелі — припустимим вбивцею є літня жінка, яка працює ножем.
Норману здається, що він знову з'їжджає з глузду — він переконаний, що вбивства здійснює привид його матері. Але аби переконати його у зворотньому, психіатр Нормана, лікар Реймонд, показує чоловікові труп Норми Бейтс та розповідає, що Мері Семюелс є насправді Мері Луміс, донькою Сема та Лайли Луміс, сестри Меріон Крейн. Виявляється, що вони намагаються звести Нормана з глузду, аби помститися за смерть Меріон. Але насправді Мері відчуває свою провину, адже вона розуміє, що Норман був хворим і не хотів кому-небудь нашкодити, в той час як Лайла продовжує прикидатися Нормою Бейтс. Мері переконана, що в будинкові є хтось ще — той, хто здійснює вбивства. Й коли Норман говорить Мері, що вбивцею може бути його справжня матір, дівчина починає вважати, що Норман був усиновлений.
Поки Норман перебуває з поліцією на місці, де виявили машину з трупом колишнього менеджера мотелю, Лайла проникає в будинок у одязі Норми, але потім з'являється невідома жінка та вбиває Лайлу. Коли Мері та Норман повертаються додому, Норман знову починає втрачати над собою контроль. Мері, перевдягнувшися у Норму, намагається переконати його не відповідати на телефонні дзвінки, які, як вона вважає, здійснює її матір. Неочікувано з'являється лікар Реймонд, який вирішив знайти та зупинити Мері. Норман відводить Мері на горище, бажаючи захистити матір від поліції, яка приїхала незабаром по лікареві Реймонду. Там Мері знаходить труп Лайли та вирішує, що це Норман вбив її. Мері накидається на чоловіка й у цей момент з'являється поліція — в Мері стріляють та вбивають її, вважаючи, що це саме дівчина здійснила всі ці вбивства.
Давши свідчення поліції Норман повертається додому й там його зустрічає місіс Спул, яка зізнається йому, що вона є сестрою Норми Еммою, а відповідно й його тіткою, але от лише насправді Норма Бейтс була тіткою Нормана, а його справжньою матір'ю є саме вона, Емма. Це саме вона телефонувала йому й здійснювала ці вбивства. Нормана це так вразило, що він б'є місіс Спул лопатою по голові, відносить її труп в спальню матері й у будинкові Бейтсів усе повертається до норми.

### Психо 3
У третьому фільмі репортерша Трейсі Венейбл дізнається історію сестер Спул — Норма та Емма були закохані в одного чоловіка, батька Нормана, Джона Бейтса, який віддав перевагу Нормі. Втративши здоровий глузд через ревнощі, Емма вбиває Джона та викрадає маленького Нормана, будучи переконаною в тому, що це її син від Джона. В кінцевому результаті Емму заарештували, а Нормана повернули справжній матері.
У фільмі Норман знову починає вбивати молодих жінок, будучи спонуканий до цього материнською стороною своєї особистості. Він знайомиться з молодою дівчиною на ім'я Морін Койл, в яку закохується, сподіваючись спокутувати гріхи за те, що він накоїв. Але «Мама» змушує Нормана вбити Морін. Трейсі знаходить Нормана, який розповідає про свою родину, а потім нападає на труп матері. В фіналі стрічки його заарештовують та відсилають до психіатричної лікарні.

### Психо 4: На початку
Четверта частина ігнорує сюжетні лінії, розкриті в сіквелах оригінальної стрічки, й розповідає іншу історію розвитку стосунків Нормана та його матері. В фільмі розповідається, що місіс Бейтс страждала на параноїдальну шизофренію, яку успадкував Норман — такий сюжет відсутній в романах Блоха. На час подій фільму Нормана вже було звільнено з психіатричної лікарні, тепер він одружений. Але коли він дізнається, що його дружина вагітна, то він вирішує вбити її, аби на світ не народився ще один «проклятий». Аби позбутися спогадів про минуле, він вирішує спалити будинок своєї матері. Втілюючи в життя свій план, він бачить свою матір, яка збиткується з нього, й, в кінцевому результаті, руйнує будинок, нарешті звільнившись від голосу своєї матері.

## Телебачення
1987 року вийшов телевізійний фільм «Мотель Бейтса» — спочатку планувалось, що цей фільм стане лише пілотним епізодом нового телесеріалу-антології в стилістиці шоу «Байки зі склепу» та «Жахи Фредді», але через низькі рейтинги від цієї ідеї відмовились. Матір Нормана Бейтса з'являється в фільмі, але лише у вигляді трупу. Також змінено ім'я персонажу — в фільмі її звуть Ґлорія Бейтс.
В березні 2013 року в телеефір став виходити телесеріал «Мотель Бейтса», який не пов'язаний з однойменним телевізійним пілотом 1987 року і є переісторією класичного фільму, але перенесеною до сучасності. В серіалі роль Норми виконала відома актриса українського походження Віра Фарміґа: разом з Норманом (у виконанні Фредді Гаймора) його матір є головною героїнею серіалу, яка після таємничої смерті чоловіка виїжджає з рідного міста, покинувши старшого сина, й купує мотель, яким збирається керувати разом з сином. В першій же серії Норма вбиває Кіта Саммерса — колишнього власника мотелю, чия родина володіла ним десятиліттями — після того, як він увірвався в будинок й ґвалтує її. В серіалі Норму зображено розумною, але дратівливою жінкою з жорстким характером.

## Появи
Фільми:
- Психо (1960 рік) — у вигляді трупу. Голос належить Вірджинії Ґреґґ, Джанетт Нолан та Полові Джасміну.
- Психо 2 (1983 рік) — лише у вигляді трупу.
- Психо 4: На початку (1990 рік) — з'являється як одна з головних героїнь. Її роль виконала актриса Олівія Гассі. Роль її трупу озвучила Еліс Гірсон.
- Психо (1998 рік) — лише у вигляді трупу.

Телебачення:
- Мотель Бейтса (1987 рік) — у вигляді трупу під іменем Ґлорія Бейтс.
- Мотель Бейтса — з'являється як одна з головних героїнь. Її роль виконала актриса Віра Фарміґа.